# Freitagnacht Jews
Freitagnacht Jews (Wortspiel mit ,News‘, ,Nachrichten‘, und ,Jews‘, ,Juden‘) ist eine TV-Talkshow des WDR über junges jüdisches Leben in Deutschland, die von Daniel Donskoy moderiert wird. Die Sendung startete im April 2021 zunächst online und wird seit Juni 2021 auch im Fernsehen ausgestrahlt.

## Konzept der Sendung
In jeder Sendung sind ein bis zwei meist prominente, in der Regel jüdische Personen zu Gast, die in Deutschland leben. Gäste und Moderator sitzen um einen Tisch und essen wie bei einem Schabbat-Abendessen jüdische Gerichte wie Latkes oder Gefilte Fisch, die Donskoy selbst zubereitet hat. Im Gespräch geht es um das Aufwachsen und Leben als Jude in Deutschland, Antisemitismus sowie um die Frage, was Jüdischsein ausmacht. Gäste waren unter anderem Dani Levy, Ben Salomo, Susan Sideropoulos, Mirna Funk, Ahmad Mansour und Max Czollek. Die Sendung ist der Beitrag des WDR zum Festjahr 1700 Jahre jüdisches Leben in Deutschland, das 2021 ausgerufen wurde. Laut Produzent David Hadda soll die Show „gegenwärtigen Lebenswirklichkeiten von Juden in Deutschland in einem Entertainment-Format“ aufzeigen und „Vielfalt und Diversität innerhalb der jüdischen Community“ zelebrieren. Im September 2022 wurden vier Folgen der zweiten Staffel veröffentlicht, die international in London, Buenos Aires, Tel Aviv und Istanbul gedreht wurde. Gäste waren unter anderem David Baddiel, Naomi Preizler, Tamara Tenenbaum, Emmanuel Taub, Naomi Levov, Uriel Yekutiel, Mohamed Naama, Eli Benususan, Ela Cenudioglu. Die erste Folge der zweiten Staffel wurde am 23. September 2022 in der ARD Mediathek veröffentlicht.

## Produktion
Die Sendung ist eine Produktion der Turbokultur GmbH im Auftrag des WDR. Produzenten sind David Hadda und Martin Danisch, Executive Producer ist Remigius Roskosch und Creative Producer ist Daniel Donskoy. Die erste Sendung lief am 23. April 2021 im Spätprogramm des WDR, die weiteren sieben Episoden waren in der ARD-Mediathek und auf dem YouTube-Kanal des WDR zu sehen.  Seit dem 18. Juni 2021 hat Freitagnacht Jews einen festen Sendeplatz (freitags, 23.30 Uhr) im WDR. 2022 wurde ein Podcast gleichen Namens veröffentlicht. Es gibt eine Zusammenarbeit mit der Deutschen Welle, die die Sendung über Youtube auch international auf Englisch, Spanisch, Arabisch und Hindi verbreitet.

## Rezeption

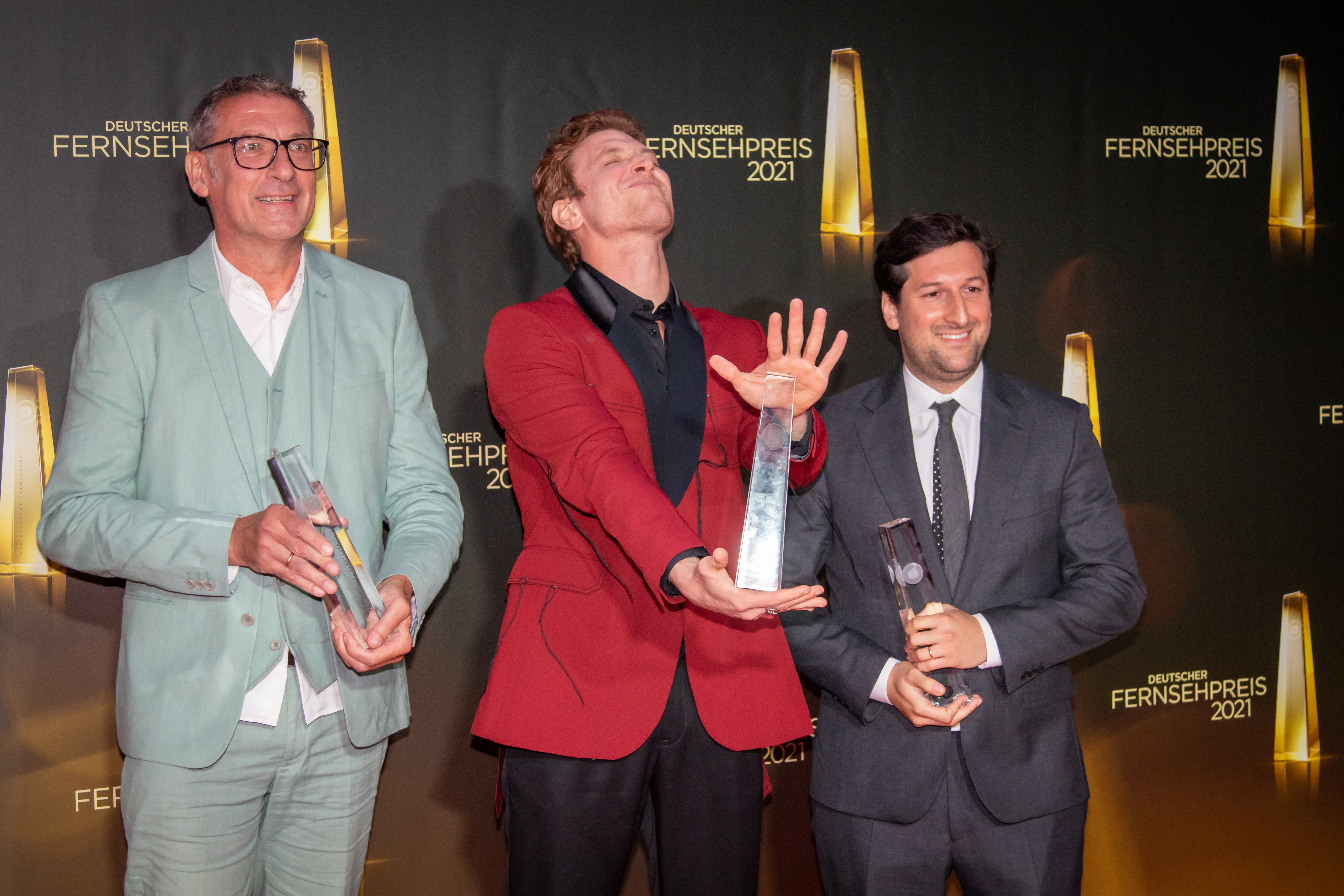
Thomas Hallet, Daniel Donskoy, David Hadda für Freitagnacht Jews beim Deutschen Fernsehpreis 2021

Der Fernsehkritiker Matthias Dell lobte im Deutschlandfunk Kultur die Show als „wirklich brillantes Fernsehen“ und betonte, Donskoy habe eine „wahnsinnige Ausstrahlung“ und stelle gute Fragen. In der Süddeutschen Zeitung schrieb Ronen Steinke, die Besetzung der Moderation durch Donskoy, sei „ein irrer Glücksfall“, er sprudele „nur so vor klugen Einwänden und Provokationen“ und die Show sei ein „Juwel“ des Senders. In der Welt befand Andrea Hannah Hünniger: „Wahrscheinlich ist diese Sendung einer der intelligentesten Beiträge zu den Feierlichkeiten zum Jubiläumsjahr ‚1700 Jahre jüdisches Leben in Deutschland‘. Und gleichzeitig einer, der gehörig die Festsuppe versalzt.“
Im September 2021 wurde Freitagnacht Jews mit dem Deutschen Fernsehpreis in der Kategorie „Beste Comedy/Late Night“ ausgezeichnet. 2022 erhielt die Sendung den Grimme-Preis in der Kategorie „Unterhaltung“.